# Alexander Söderberg
Alexander Söderberg, född 24 april 1988, är en svensk friidrottare (medel- och långdistanslöpning).
Vid junior-EM i Hengelo i Nederländerna år 2007 tävlade Söderberg på 5 000 meter och kom på en fin 5:e plats med säsongsbästa 14:23,83.

## Personliga rekord
| Utomhus - 1 500 meter – 3:51,82 (Waltham, Minnesota USA 23 maj 2009) - 3 000 meter – 8:28,87 (Malmö, Sverige 22 augusti 2006) - 5 000 meter – 14:05,71 (Philadelphia, Pennsylvania USA 22 april 2010) - 5 000 meter – 14:05,71 (Philadelphia, Pennsylvania USA 23 april 2010) - 10 000 meter – 29:09,35 (Palo Alto, Kalifornien USA6 april 2012) - 10 km landsväg – 30:01 (Phoenix, Arizona USA 4 november 2012) - Halvmaraton – 1:08:14 (Venlo, Nederländerna 20 mars 2016) - Maraton – 2:32:14 (San Sebastián, Spanien 25 november 2018) | Inomhus - 1 500 meter – 4:04,53 (Sätra, Sverige 14 februari 2015) - 1 engelsk mil – 4:10,71 (New York, New York USA 6 februari 2010) - 3 000 meter – 8:12,69 (Boston, Minnesota USA 13 februari 2010) - 5 000 meter – 14:07,07 (Boston, Minnesota USA 28 januari 2012) |

### Fotnoter
1. ↑  ”Terräng-SM 2006”. bahnhof.se. Arkiverad från originalet den 5 mars 2016. https://web.archive.org/web/20160305013501/http://privat.bahnhof.se/wb410921/hemlingbylk/resultat_terrang-sm_2006_senior.htm. Läst 1 juni 2016.
2. ↑  ”Terräng-SM 2008”. Arkiverad från originalet den 19 augusti 2010. https://web.archive.org/web/20100819112631/http://www.ifkvaxjo.se/Tavling2008/TerrangSM_08_res.pdf. Läst 25 mars 2015.
3. ↑  ”Stafett-SM 2008”. Arkiverad från originalet den 9 juni 2009. https://web.archive.org/web/20090609064617/http://www.stafett-sm.se/resultat. Läst 25 mars 2015.
4. ↑  ”Terräng-SM 2015”. marathon.se. http://www.marathon.se/racetimer?v=%2Fsv%2Frace%2Fshow%2F2980%3Flayout%3Dmarathon. Läst 31 oktober 2015.
5. ↑  ”Resultat från Racetimer - Resultat från Terräng-SM 2019”. marathon.se. https://www.marathon.se/racetimer?v=/sv/race/show/4740%3Flayout%3Dmarathon. Läst 16 oktober 2019.
6. ↑  Hedman, Jonas (13 oktober 2019). ”Terräng-SM: Seger i SM-debuten för Hälles Samuel Tsegay”. friidrott.se. Arkiverad från originalet den 5 november 2019. https://web.archive.org/web/20191105064441/http://www.friidrott.se/nyheter.aspx?id=23988. Läst 16 oktober 2019.
7. ↑  ”Stora inne-SM 2007, resultat” (htm). idrottonline.se. http://idrottonline.se/SvenskaFriidrottsforbundet/globalassets/goteborgs-friidrottsforbund/dokument/resultat-och-statistik/resultatarkiv/2007/070225ism.htm. Läst 12 april 2015.
8. 1 2 3 4 5 6 7 8 9 10 11 12  ”Personsida på IAAF:s webbplats” (på engelska). iaaf.org. https://www.iaaf.org/athletes/sweden/alexander-soderberg-014228065. Läst 17 oktober 2019.
9. ↑  ”European Athletics U20 Championships - Hengelo 2007” (på engelska). european-athletics.org. http://www.european-athletics.org/competitions/european-athletics-u20-championships/history/year=2007/results/index.html#. Läst 15 november 2017.
10. ↑  ”JEM19: Tre persande finalister!”. friidrott.se. 22 juli 2007. Arkiverad från originalet den 17 november 2017. https://web.archive.org/web/20171117002207/http://www.friidrott.se/live.aspx?id=7249. Läst 16 november 2017.
11. 1 2 3 4 5 6 7 8  ”Personsida på European Athletics' webbplats” (på engelska). european-athletics.org. http://www.european-athletics.org/athletes/group=s/athlete=137821-soderberg-alexander/index.html. Läst 17 oktober 2019.